# NGC 6012
NGC 6012 (również PGC 56334 lub UGC 10083) – galaktyka spiralna z poprzeczką (SBab), znajdująca się w gwiazdozbiorze Węża. Odkrył ją William Herschel 19 marca 1787 roku.